# Marek Galiński (kolarz)
Marek Galiński (ur. 1 sierpnia 1974 w Opocznie, zm. 17 marca 2014 w Kielcach) – polski kolarz górski.

## Życiorys
Kolarstwo uprawiał od 16 roku życia (1989). Swoją karierę zaczynał w START Tomaszów Mazowiecki, później kontynuował ją w LKS Optex Opoczno. W dalszej części kariery reprezentował: Lotto PZU (2001), CCC Polsat (2002−2004), PSB Atlas Orbea (2005), Wilier Atala Optex (2006), CCC Polsat (2007). W latach 2008−2013 ścigał się w zawodowym teamie MTB JBG2 Professional MTB Team.
Dziewięciokrotny mistrz Polski w cross-country (2000, 2004−2011) i czterokrotny w maratonie MTB (2006−2007, 2009−2010), dziesięciokrotny zwycięzca klasyfikacji generalnej Grand Prix MTB, trzeci zawodnik mistrzostw Polski w kol. przełajowym, czterokrotny uczestnik Igrzysk Olimpijskich (Atlanta, Sydney, Ateny, Pekin), wielokrotny uczestnik mistrzostw świata i Europy.
Zginął w wypadku samochodowym, gdy w miejscowości Brzegi, wskutek poślizgu uderzył w drzewo. Został pochowany na cmentarzu w Mroczkowie Gościnnym 20 marca 2014.

## Ważniejsze osiągnięcia
Opracowano na podstawie:
2010
- Mistrzostwa Polski MTB XC – Wałbrzych 1 m.
- Mistrzostwa Polski w Maratonie MTB – Karpacz 1 m.
- Puchar Polski w Maratonie MTB – Skarżysko 1 m.
- Puchar Polski w Maratonie MTB – Piechowice 1 m.
- Vacansolei Grand Prix MTB – Nałęczów 1 m.
- Vacansolei Grand Prix MTB – Olsztyn 1 m.
- Vacansolei Grand Prix MTB – Białystok 2 m.
- Vacansolei Grand Prix MTB – Szczawno Zdrój 2 m.
- Vacansolei Grand Prix MTB – klasyfikacja generalna 2 m.
- Slovenske Darmoty MTB – Slovenske Darmoty (SVK) 3 m.
- Kamptal Klassik Trophy – Langelois (AUT) 6 m.
- Maja Włoszczowska MTB Race – Jelenia Góra 7 m.
- Puchar Świata MTB XC – Windham (USA) 15 m.

2009
- Mistrzostwa Polski MTB XC – Kielce 1 m.
- Mistrzostwa Polski w Maratonie MTB – Wałbrzych 1 m.
- Kitz Alp Bike Festival – Kirchberg in Tirol (Austria) 1 m.
- Lang Team Prix MTB – Bielawa 1 m.
- Lang Team Prix MTB – Nałęczów 1 m.
- Lang Team Prix MTB – Gdańsk 1 m.
- Lang Team Prix MTB – klasyfikacja generalna 1 m.
- Beskidy MTB Trophy – klasyfikacja generalna 1 m.
- Alanya International Cup – Alanya (TUR) 4 m.
- Jelenia Góra Trophy – Maja Włoszczowska MTB race 6 m.
- Puchar Czech MTB XC – Kutna Hora 6 m.

2008
- Mistrzostwa Polski MTB XC – Kielce 1 m.
- Bank BPH Grand Prix MTB – Nałęczów 1 m.
- Cross Country Bundesliga E1 – Heubach 6 m.
- Cross Country Bundesliga E1 – Münsingen 6 m.
- Igrzyska Olimpijskie – Pekin 13 m.
- Mistrzostwa Świata MTB XC – Val di Sole 17 m.
- Mistrzostwa Europy MTB XC – St. Wedel 17 m.

2007
- Mistrzostwa Polski MTB XC – Szczawno Zdr. 1 m.
- Mistrzostwa Polski MTB Maraton – Wałbrzych 1 m.
- Skoda Auto GP MTB – klas. generalna 1 m.
- Skoda Auto GP MTB – Białystok 1 m.
- Skoda Auto GP MTB – Nałęczów 1 m.
- Skoda Auto GP MTB – Warszawa 1 m.
- Skoda Auto GP MTB – Szczawno 2 m.
- Skoda Auto GP MTB – Chodzież 1 m.
- Mistrzostwa Świata MTB XC – Fort Williams 17 m.

2006
- Mistrzostwa Polski MTB XC – Duszniki Zdr. 1 m.
- Mistrzostwa Polski MTB Maraton – Wałbrzych 1 m.
- SkodaAuto GP MTB – klas. generalna 1 m.
- SkodaAuto GP MTB – Wałbrzych 6 m.
- SkodaAuto GP MTB – Polanica Zdrój 2 m.
- SkodaAuto GP MTB – Czarnków 2 m.
- SkodaAuto GP MTB – Sławno 1 m.
- SkodaAuto GP MTB – Chodzież 1 m.
- Austria Super Cup C1 – Langenlois/Zöbing 2 m.
- Mistrzostwa Europy MTB XC 8 m.

2005
- Mistrzostwa Polski MTB XC – Olsztyn 1 m.
- Skoda Auto GP MTB – klas. generalna 1 m.
- Skoda Auto GP MTB – Szczawno Zdrój 2 m.
- Skoda Auto GP MTB – Bukowina Tatrzańska 1 m.
- Skoda Auto GP MTB – Gdynia 1 m.
- Skoda Auto GP MTB – Mrągowo 2 m.
- Skoda Auto GP MTB – Polanica 2 m.
- Skoda Auto GP MTB – Głuchołazy 2 m.
- Puchar Świata MTB XC – Spa 11 m.
- GP MTB Austrii #1 – Langenlois 2 m.
- Vuelta Catalana – Hiszpania 6 m.

2004
- Mistrzostwa Świata MTB Francja 5 m.
- Mistrzostwa Polski MTB Kielce 1 m.
- Igrzyska Olimpijskie – Ateny 14 m.
- Skoda Auto GP MTB – Bukowina 3 m.
- Puchar Świata MTB XC – Fort-William 14 m.
- Skoda Auto GP MTB – Bukowina Tatrzańska 3 m.
- Skoda Auto GP MTB – Czarnków 1 m.
- Skoda Auto GP MTB – Głuchołazy 5 m.

2003
- Klasyfikacja Pucharu Świata 9 m.
- Puchar Świata MTB XC – Monte St. Anne 19 m.
- Skoda Auto GP MTB – klas. generalna 2 m.
- Skoda Auto GP MTB – Szczawno Zdrój 1 m.
- Skoda Auto GP MTB – Świeradów Zdrój 1 m.
- Skoda Auto GP MTB – Czarnków 1 m.
- Skoda Auto GP MTB – Polanica Zdrój 2 m.
- Puchar Świata MTB XC – Fort William 6 m.
- Puchar Świata MTB XC – St. Wendel 2 m.
- Wyścig Pokoju (kat. 2.2.) 11 m.
- Austria Super Cup Herren 4 m.

2002
- Skoda Auto GP MTB – klas. generalna 1 m.
- Skoda Auto GP MTB – Polanica Zdrój 1 m.
- Skoda Auto GP MTB – Głuchołazy 1 m.
- Skoda Auto GP MTB – Świeradów Zdrój 1 m.
- Skoda Auto GP MTB – Czarnków 4 m.
- Skoda Auto GP MTB – Szczawno Zdrój 1 m.
- Paris-Rubaix VTT 3 m.
- Mistrzostwa Polski MTB XC 2 m.
- Puchar Świata MTB XC 19 m.
- Mistrzostwa Europy MTB XC 14 m.
- Mistrzostwa Świata MTB XC 24 m.

2001
- Mistrzostwa Polski MTB XC 2 m.
- Mistrzostwa Świata MTB XC 23 m.
- Skoda Auto GP MTB – klas. generalna 1 m.
- Skoda Auto GP MTB – Szczawno Zdrój 1 m.
- Skoda Auto GP MTB – Lesko 2 m.
- Skoda Auto GP MTB – Czarnków 1 m.
- Skoda Auto GP MTB – Głuchołazy 2 m.
- Skoda Auto GP MTB – Polanica Zdrój 1 m.

2000
- Mistrzostwa Polski MTB XC 1 m.
- Żywiec Grand Prix MTB – klas. generalna 1 m.
- Igrzyska Olimpijskie – Sydney 21 m.
- Mistrzostwa Europy MTB XC(Ned) 25 m.
- Mistrzostwa Świata MTB XC(Esp) 25 m.

1999
- Żywiec Grand Prix MTB – klas. generalna 1 m.
- Mistrzostwa Polski MTB XC 2 m.

1998
- Żywiec Grand Prix MTB – klas. generalna 1 m.
- Mistrzostwa Polski w kolarstwie przełajowym 3 m.

1997
- Żywiec Grand Prix MTB – klasyfikacja generalna 1 m.

1996
- Żywiec Grand Prix MTB – klas. generalna 2 m.
- Igrzyska Olimpijskie – Atlanta 29 m.

## Upamiętnienie
Jedna z ulic w Opocznie od 2017 roku nosi imię Marka Galińskiego.